# خربة المنصورة (حيفا)

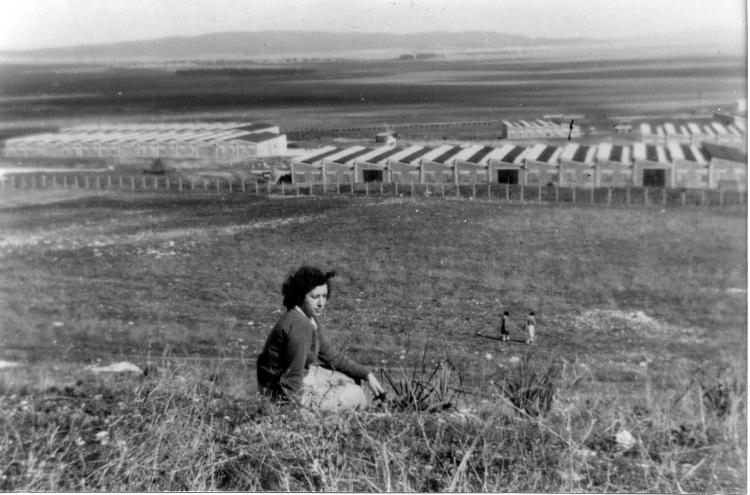
مخيم المنصورة عام 1948

خربة المنصورة قرية فلسطينيّة مهجّرة، تقع إلى الجنوب الشرقي من حيفا على بعد 18.5 كم، وترتفع 100 م عن سطح البحر، احتلها الصهاينة في في 28-4-1948 ودمرت.

## القرية قبل النكبة
كانت تقع القرية على قمة تل مستدير إلى الشمال الشرقي من جبل الكرمل وتشرف على مرج ابن عامر من الشرق والشمال. وكان تل قامون يقع على بعد كيلومتر إلى الجنوب الغربي من القرية. صُنّفت خربة المنصورة مزرعة في «معجم فلسطين الجغرافي المفهرس». كان معظم سكان القرية من الطائفة الدرزية. ويظهر قدم القرية في أبنيتها والقبور المنحوتة في الصخر داخل موقع القرية وخارجه. بلغ عدد سكان القرية عام 1948 ما يقارب 223 نسمة.

## احتلال القرية
احتُلت قرى هذه المنطقة، في معظمها، عقب سقوط حيفا. والأرجح أنّ خربة المنصورة لم تشذّ عن ذلك؛ ومن الجائز أن تكون سقطت نتيجة هجوم الهاغاناه في إطار ما يعرف في الرواية الصهيونية بعملية بيعور حَميتس (التطهير في الفصح)، التي كانت جزءًا مما سمي عملية مسباراييم (المقص) الواسعة، والتي هدفت إلى شق قطاع حيفا العربي إلى قسمين. بدأ الهجوم في 24 نيسان/أبريل 1948، بعد يومين من سقوط حيفا، ورافقتها عمليات هجومية على قرية بلد الشيخ الواقعة على بعد 10 كلم إلى الشمال الغربي من خربة المنصورة. استمرت العملية ثلاثة أيام بهدف احتلال محيط حيفا تعزيزًا لسيطرة الصهاينة على المدينة. وذكر ضباط في الجيش البريطاني في تقرير لهم في أواخر نيسان/أبريل أنهم اعتقدوا أن الهاغاناه ستواصل قصف محيط حيفا بالهاون كي تحمل السكان العرب على إخلاء المدينة.

## القرية اليوم

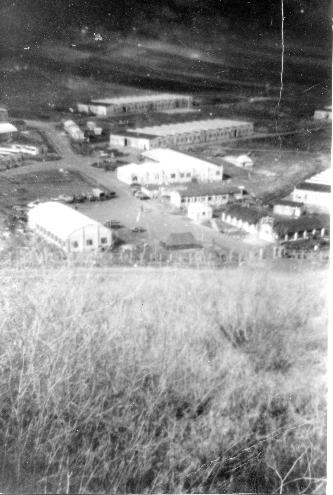
مخيم المنصورة عام 1948

لم يبق أي أثر لمنازلها. دُمجت أراضي القرية مع أراضي بلدة دالية الكرمل وبنيت مخازن للحبوب على بعد 200 متر جنوبي الموقع.

## وصلات خارجية
- موقع فلسطين في الذاكرة نسخة محفوظة 27 مارس 2019 على موقع واي باك مشين.